# Torri della cattedrale di Rouen

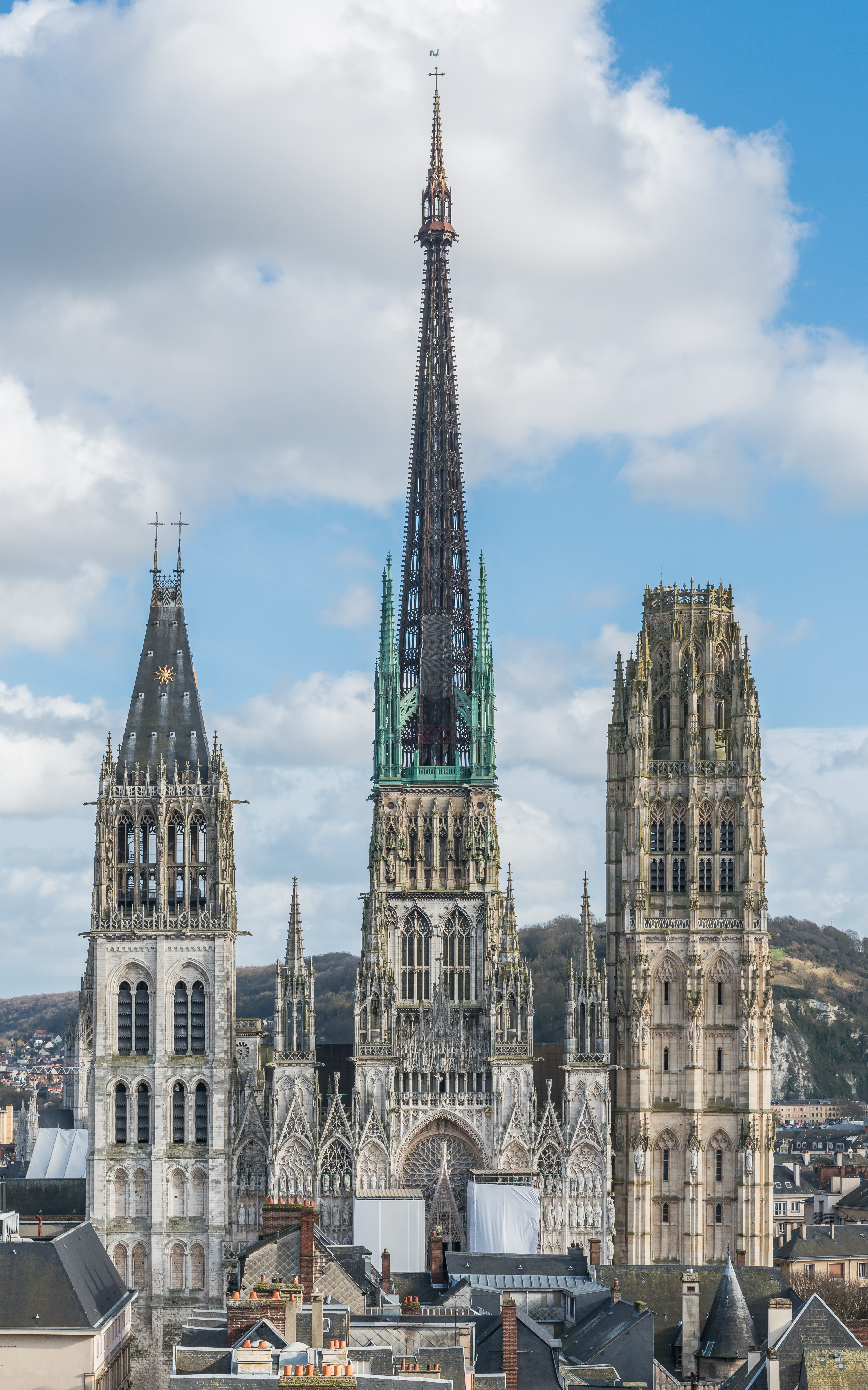

Le torri della cattedrale di Rouen sono tre: la tour Lanterne, la tour Saint-Romain e la tour de Beurre.
Le torri Saint-Romain e de Beurre sono costruite al di fuori dell'opera principale, la cattedrale, e si elevano al loro fianco.

## Latour Lanterne

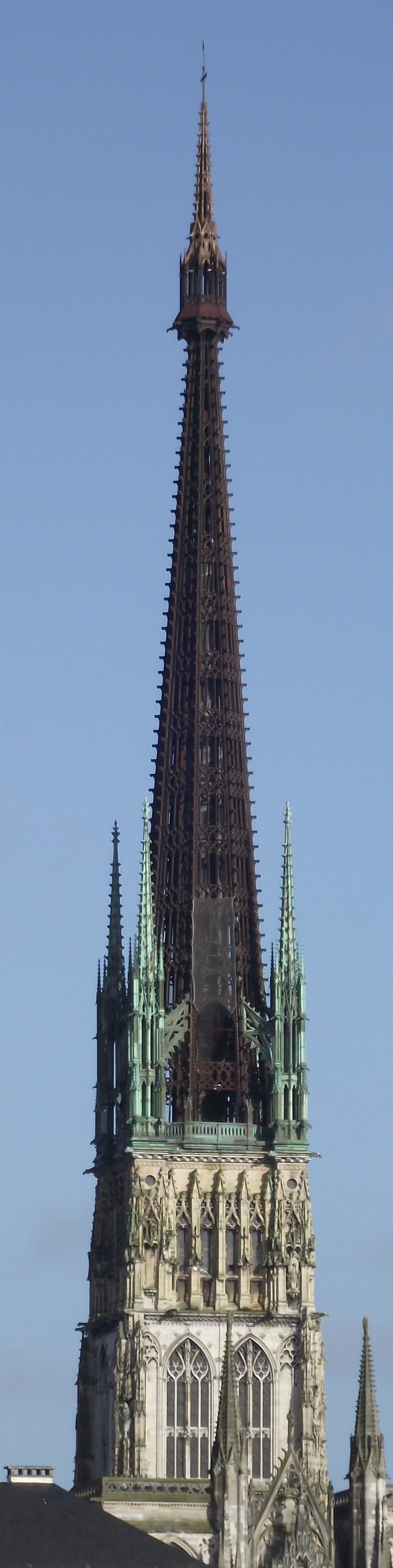
La tour Lanterne.

Come la gran parte dei grandi edifici gotici normanni, la cattedrale di Rouen è dotata di un tiburio (tour Lanterne) sulla crociera del transetto. La guglia, in legno ricoperto di piombo di stile rinascimentale, che la sovrasta, fu distrutta da un incendio innescato da un fulmine nel 1822. Ora la torre è sormontata da una guglia in ghisa, costruita fra il 1825 e il 1876, che culmina ad un'altezza di 151 m. Fino al 1880 era l'edificio più alto del mondo; oggi è la torre in muratura più alta di Francia e la terza d'Europa.

### Storia
L'arcivescovo Maurille fece erigere una piramide in pietra, nota con il proprio nome. Nel 1177 è stata probabilmente distrutta da un fulmine, anche se pare più realistico che la sua distruzione sia collegata all'incendio del 1200, che distrusse la cattedrale.
Una nuova guglia fu eretta in carpenteria, della quale Jean Dadré parla nella sua Chronique des archevêques de Rouen, scrivendo che era di una picca o 15 piedi più alta della precedente.
Essa perdette la sua croce ed il suo gallo a causa di un uragano nel 1353 e venne rimontata l'anno seguente dal carpentiere Pierre Viel.
Il 4 ottobre 1514, alle otto del mattino, la guglia gotica detta tour grêle (torre gracile) o l'Aiguille de Rouen, fu distrutta da un incendio causato dai lattonieri durante lavori di restauro. Distrutta in meno di un'ora, la croce di ferro che la sovrastava cadde sull'intelaiatura e sulla volta del coro, causando la distruzione di qualche stallo. L'incendio, che durò cinque ore, distrusse la guglia, le quattro torricelle che le facevano corona e la torre in muratura sulla quale la guglia era stata eretta.
Il 27 dello stesso mese vennero proposti progetti di ricostruzione al capitolo della cattedrale. Roulland Le Roux sollecitò l'erezione di una guglia in pietra, ma si vide opporre il rifiuto del canonici. Per la realizzazione di una guglia a crociera Luigi XII concesse la somma di 12000 lire pagabili in sei anni. Il re morì l'anno seguente e della somma concessa era stato disponibile solo un sesto, così il successore Francesco I concesse con lettera patente del 18 agosto 1517 concesse la somma necessaria a completare il dono del suo predecessore su un periodo di 10 anni. Dal 1515 il suo posto venne preso da una torre in carpenteria. Nel 1543 la torre provvisoria fu smontata e l'erezione della nuova guglia ebbe inizio il 13 settembre 1543 per terminare alla fine di agosto del 1544.
Furono ricostruiti nuovi piani in stile gotico fiammeggiante ed una nuova guglia in legno ricoperto di piombo di stile rinascimentale, chiamata "la piramide" la ricopriva. Questa guglia in carpenteria coperta di piombo dorato fu innalzata dal mastro carpentiere Robert Becquet. Il costo complessivo di questa costruzione fu di 7 000 lire tornesi. La croce di ferro, alta sedici piedi e pesante 1540 libbre fu messa in posa il 12 settembre 1544. ed il gallo, pesante 28 libbre, il 12 ottobre successivo. L'altezza totale della guglia al livello della cresta del gallo rispetto al suolo era di 396 piedi di cui 115 e sei pollici per il solo obelisco. La guglia subì i danni del tempo ed iniziò a inclinarsi, per cui furono intrapresi lavori per rimetterla in seto, cosa che avvenne nel 1808 ad un costo di 30 000 franchi. Il 15 settembre 1822, alle cinque del mattino, un fulmine spaccò la guglia e alle sette essa cadde.
L'architetto Jean-Antoine Alavoine (1778–1834) presentò i suoi primi progetti di una cupola in ghisa dal 1823. Il lavoro incominciò nel 1827 con la fusione delle prime parti e alla morte di Alavoine, nel 1834, tre dei cinque livelli erano in opera e le parti dei due piani superiori lavorate e pronte per la posa in opera; il cantiere fu affidato all'architetto Dubois, coadiuvato da Pinchon.
La rivoluzione del 1848 fermò il cantiere, che fu sospeso dal ministro per i culti nel 1849, finché, nel 1868, Napoleone III decise per la ripresa dei lavori. La guerra del 1870 causò problemi finanziari alla realizzazione della guglia. Ma non furono solo questi, finita la guerra, a rallentare la sua realizzazione: numerosi intellettuali dell'epoca infatti vi si opponevano. Gustave Flaubert la definì «…un tentativo stravagante di qualche calderaio fantasioso».) Numerosi altri artisti furono piuttosto critici con la guglia, come nel caso di Didron, che la definì «…mostruoso accoppiamento di ferro con la pietra», mentre Guy de Maupassant nel Bel-Ami la descrive in questi termini: «…la guglia aguzza della cattedrale, questa sorprendente guglia di bronzo era brutta, estranea, smisurata, la più alta che ci sia nel mondo». Eugène Noël la vede come «… una ferrovia verso il cielo» Più tardi, nel 1926, Jean des Vignes, nel suo romanzo Rouen Orgueilleuse del 1926, la descrive così:
(Jean des Vignes Rouges, Rouen Orgueilleuse)

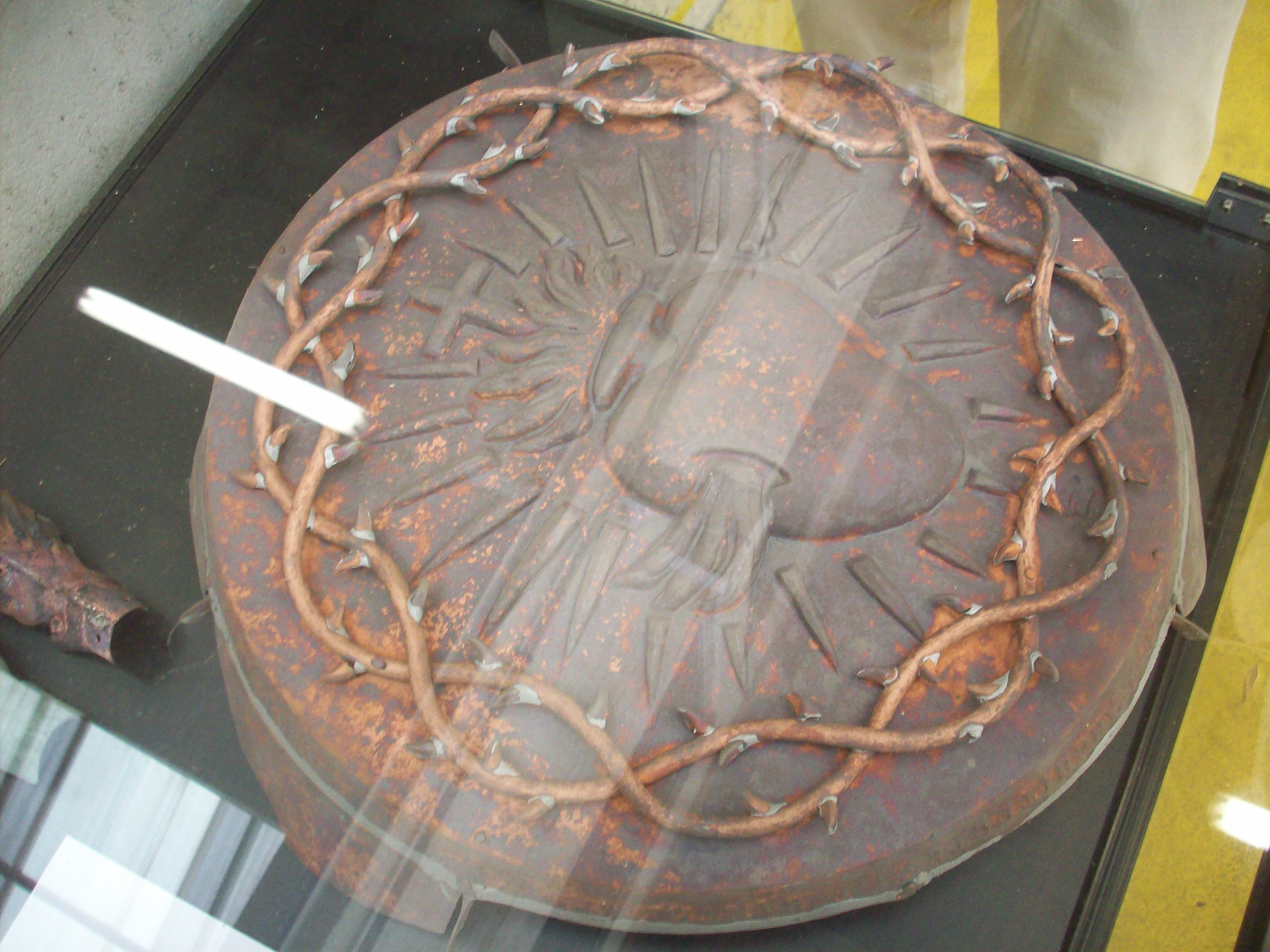
Medaglione della prima guglietta posata sulla cattedrale con l'iscrizione: «CE MÉDAILLON A ÉTÉ OFFERT À L'ÉGLISE MÉTROPOLITAINE DE ROUEN PAR L'ARCHITECTE J.-E. BARTHÉLÉMY LE II FÉVRIER MDCCCLXXXI LD»

Nel 1875 la visita del presidente della repubblica Patrice de Mac-Mahon, ex allievo dell'École polytechnique, architetto e intendente della cattedrale, 
consentì di sbloccare la situazione, così come la tenacia del canonico Louis Robert.
La sistemazione della guglia venne affidata all'architetto Barthélémy; ripresa nel marzo del 1876, la guglia era pronta nel novembre 1876.
Alla fine del 1876, Barthélémy propose la costruzione di quattro gugliette per inquadrare la guglia d'Alavoine. Approvata nel 1878, Ferdinand Marrou (1836–1917) rileva il cantiere. La prima guglietta è posta nel 1881 e un medaglione fu disposto per l'occasione sotto il pinnacolo della medesima. Nel 1884 il cantiere è terminato. Ogni guglietta, composta di un corpo principale ottagonale e di un pinnacolo, pesa circa 30 tonnellate ed è lunga 26,50 m.
Le gugliette sono realizzate con una struttura in ferro ricoperta da una decorazione neogotica in rame lavorato a sbalzo.
La tempesta del 26 dicembre 1999 causa la caduta della guglietta nord-est sulla volta del coro. Le altre tre sono state rimosse nel 2010. Furono smontate, consolidate e messe in sicurezza nell'hangar 108 sulla rive gauche. La maggior parte dei 2000 elementi, che compongono la struttura e la decorazione, sono stati preparati in officina. Dopo la reinstallazione della prima guglietta di nord-est, la posa in opera delle altre tre è iniziata il 1º ottobre 2012..

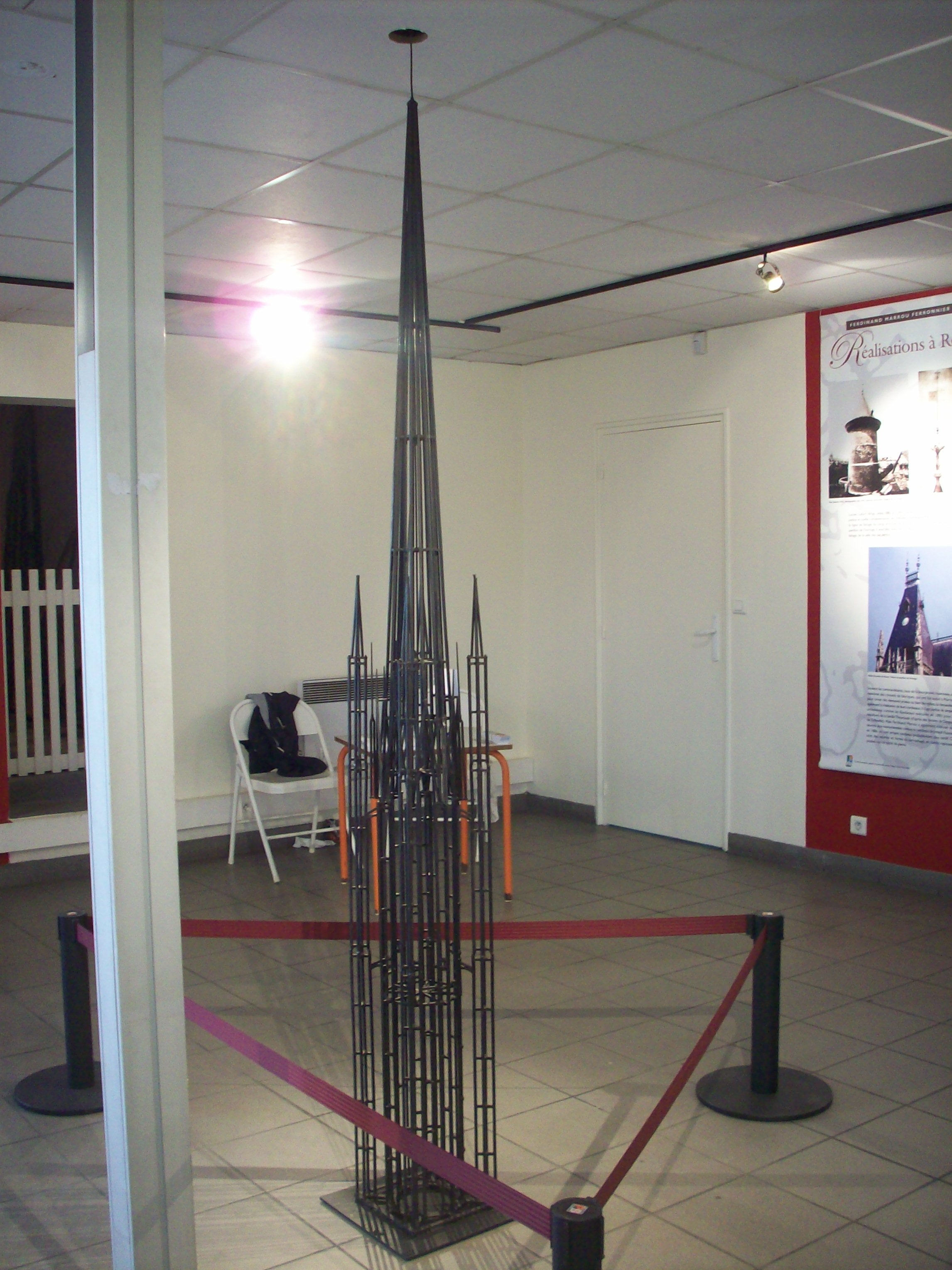
Modello originale d'una guglietta
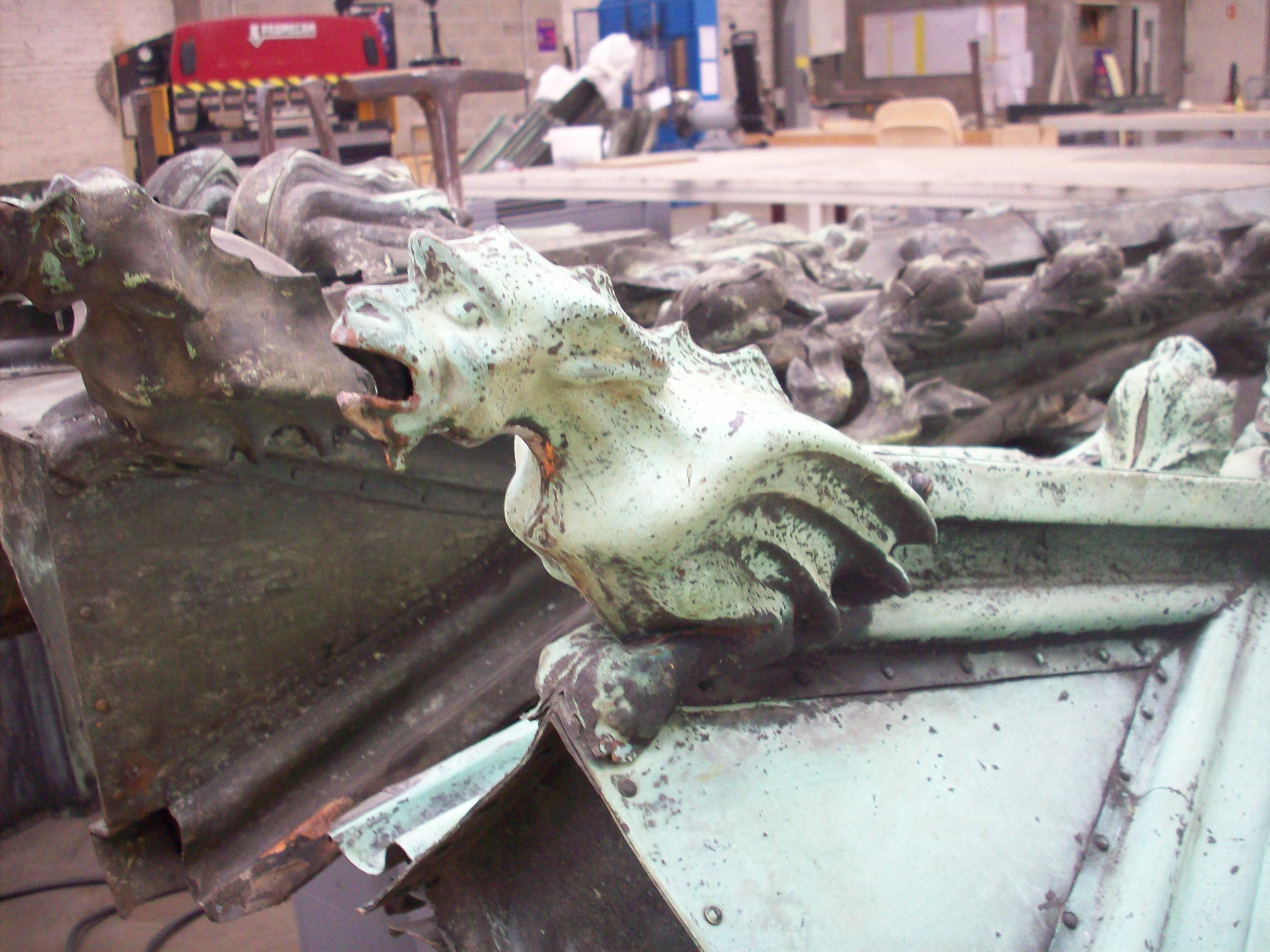
Veduta d'un doccione d'una guglietta
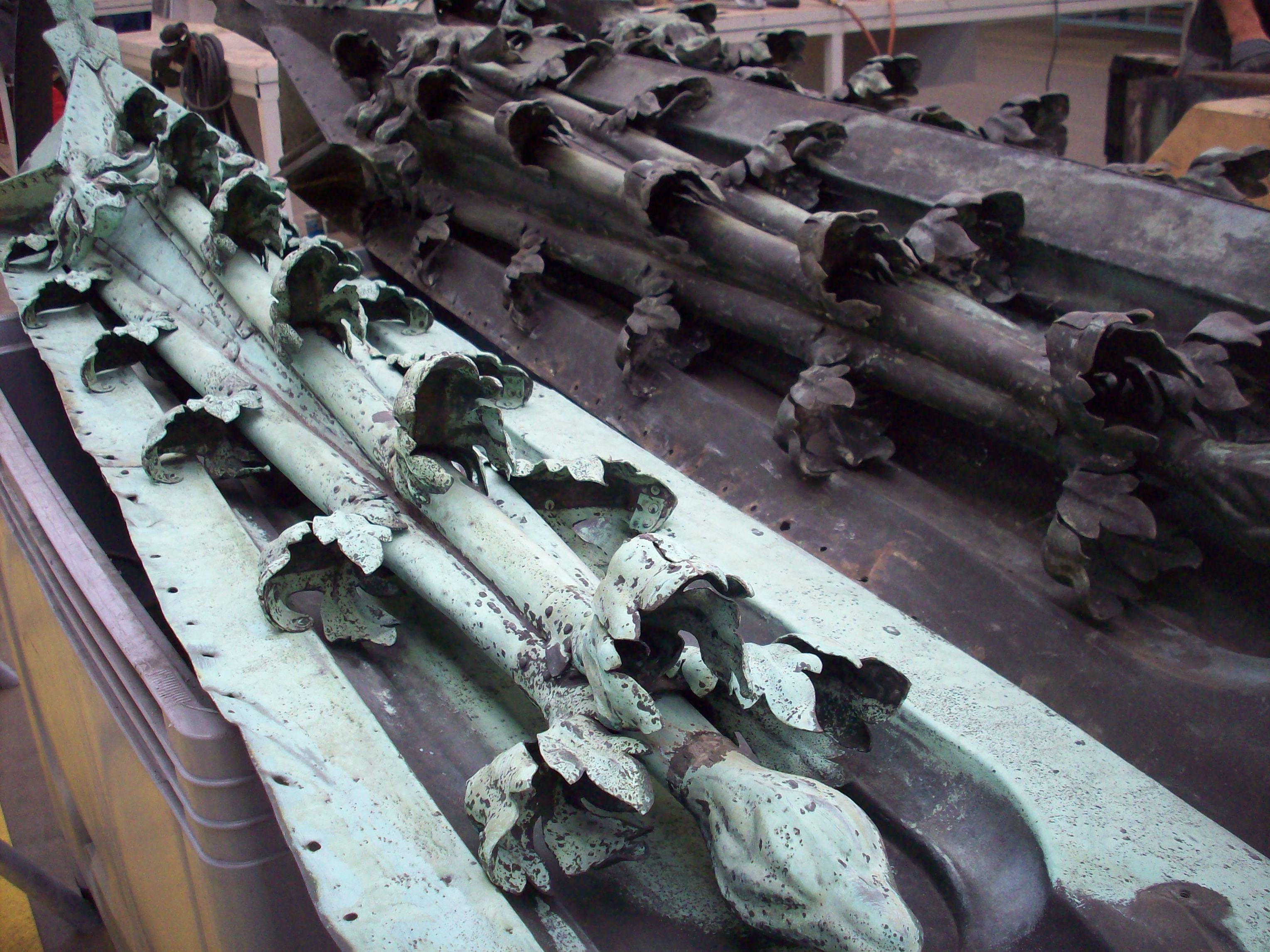
Veduta di un fiorone
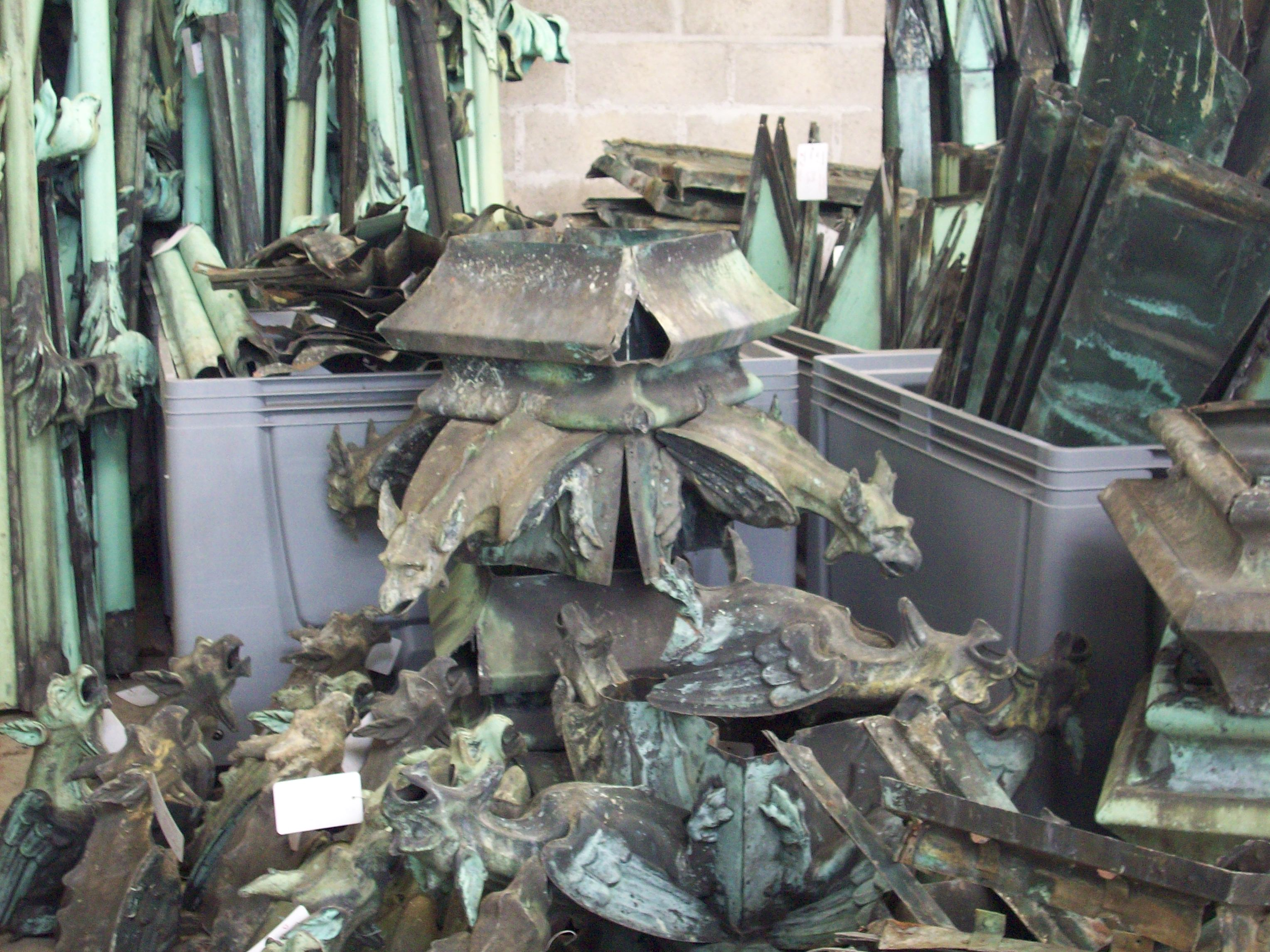
Parte d'una guglietta

## Latour Saint-Romain

### Esterno

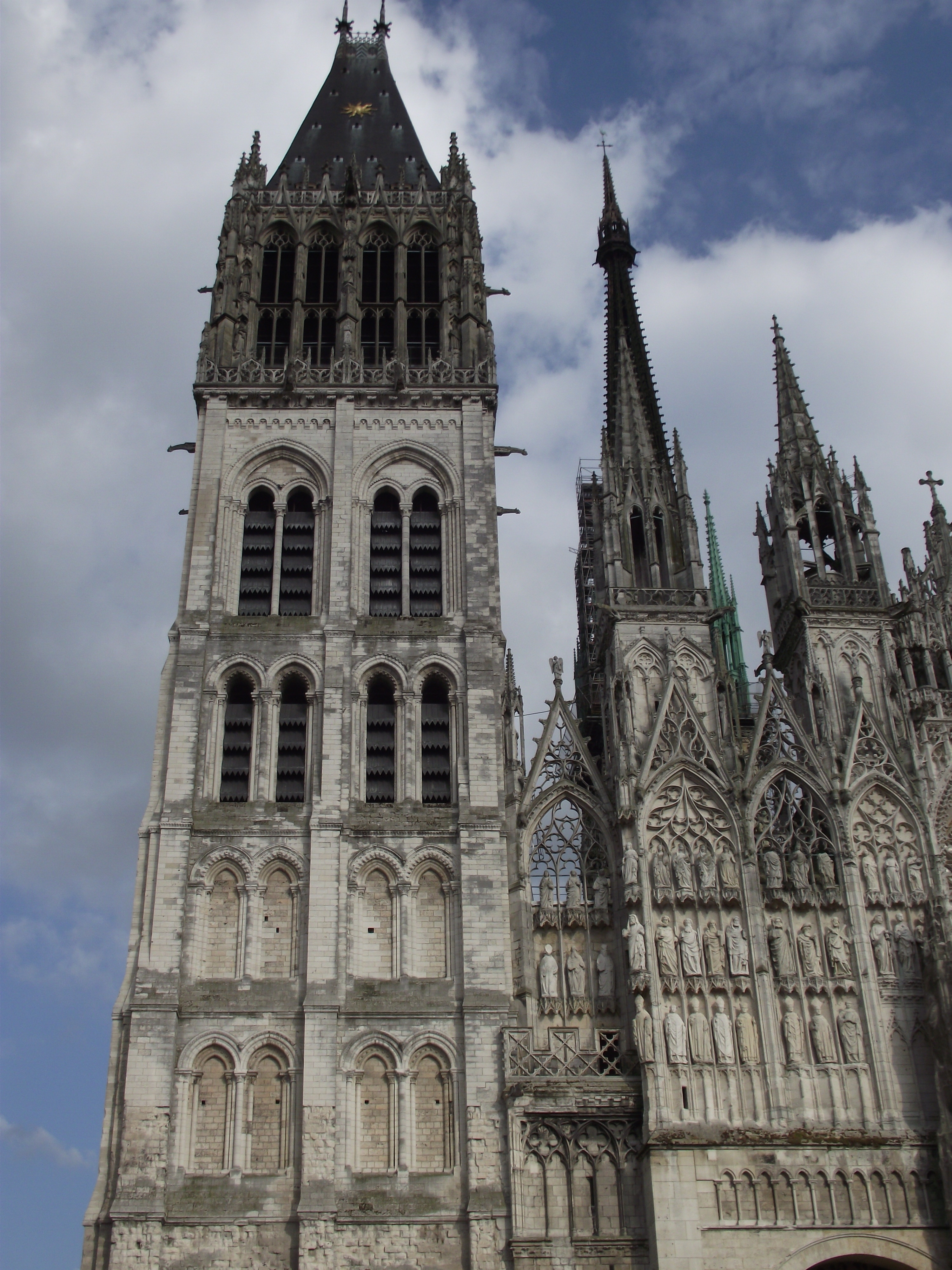
Tour Saint-Romain

La Tour Saint Romain è la torre sita a nord rispetto alle altre due ed è la parte più antica della facciata gotica della cattedrale (XIII secolo), è coronata da una guglia, originariamente in pietra, ed ha un'altezza totale di 82 m. Dopo la demolizione di quest'ultima, venne aggiunto un altro piano in stile gotico fiammeggiante e dotata di un tetto en hache. È molto probabile che questa torre fosse isolata dal corpo della cattedrale e che servisse da torre di difesa prima di essere integrata nella facciata della cattedrale stessa.
La sua erezione iniziò nel 1145, quando l'arcivescovo Ugo d'Amiens decise di rimpiazzare la cattedrale romanica. Verso l'alto si sviluppano quattro livelli di finestrature che s'ingrandiscono progressivamente fino alle finestre gemellate degli abat-son L'ultimo piano si distacca dagli altri per lo stile, che diviene gotico fiammeggiante. Il lato est della torre accoglie una piccola torre che racchiude la scala che dà accesso al piano.
La sede del carillon, che è stata posta sulla tour Saint-Romain, fu distrutta il 19 aprile 1944
La tour Saint-Romain bruciò il 1º giugno 1944 in seguito ai bombardamenti alleati del 31 maggio. Il fumo iniziò ad alzarsi verso le ore 19. Alle 19 le due croci della sommità crollarono insieme alla carpenteria del tetto. Le campane si fusero sul pavimento del primo piano, che non cedette. Solo i muri rimasero in piedi. Il famoso tetto en hache, ricoperto di ardesia e decorato con quattro soli d'oro, non fu restaurato che a Pasqua del 1987 Ai piedi della facciata nord della torre si trova una porta romanica a colonne prismatiche in pietra nera. Nella strombatura è sistemata la statua di un profeta, preso dalla facciata occidentale.

### Interno

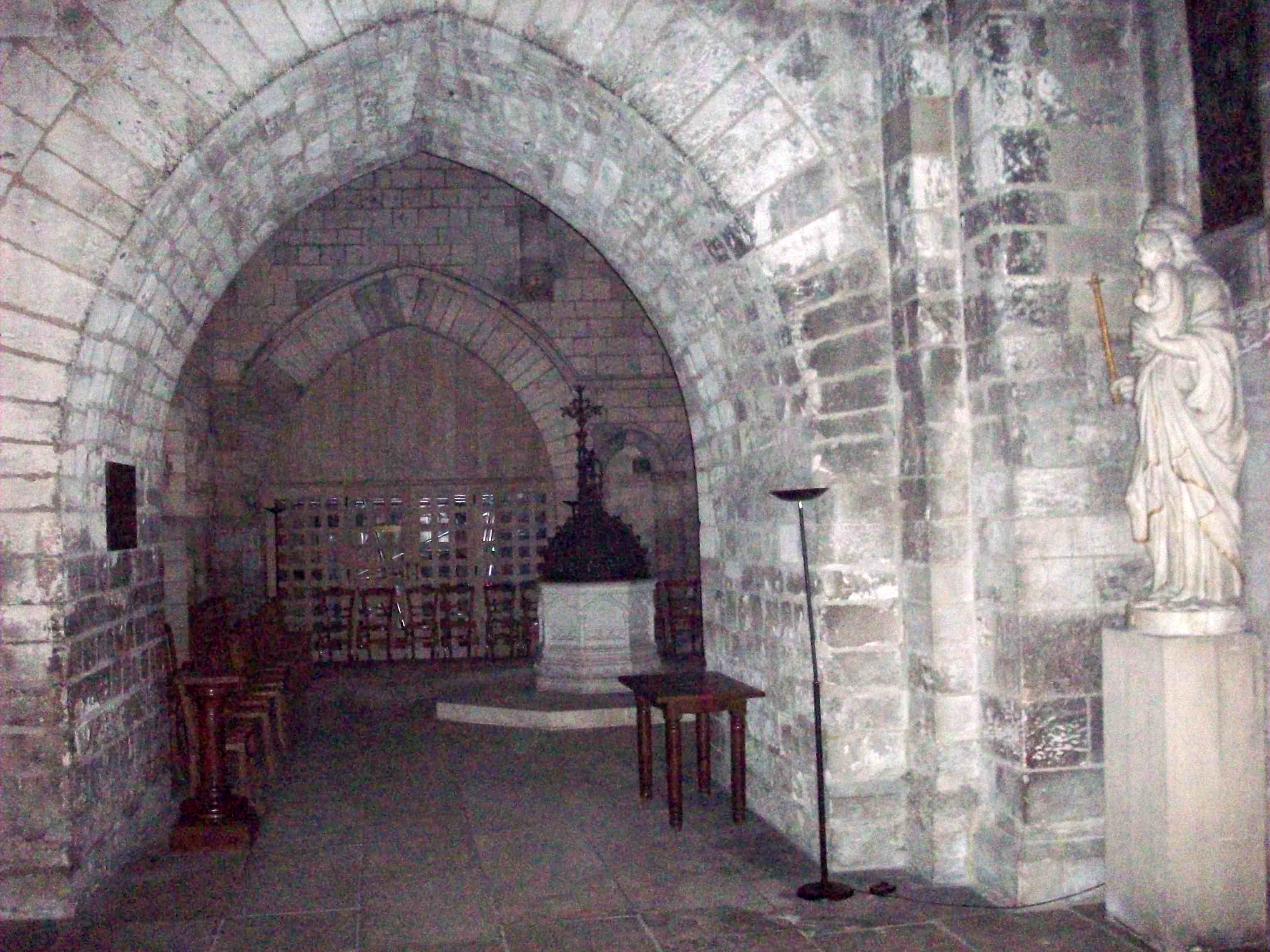
Il battistero nella sala bassa della torre di Saint-Romain

Il primo piano della torre forma una sala bassa contenente il battistero. Il sostegno e la copertura dei fonti battesimali, opere di Ferdinand Marrou, sono in ferro forgiato con decorazioni vegetali nello stile del XIII secolo. Nell'ingresso si trovano statue di Adamo ed Eva del XIV secolo tolte nel 1911 dal retro della facciata occidentale. Vi si trova anche una statua della Vergine con Bambino dei secoli XVII e XVIII, provenienti dall'ospedale di Beaucaire ed offerte dall'arcivescovo Frédéric Fuzet, come una placca commemorativa del Cavalier de La Salle in marmo nero e bronzo, opera di Alphonse Guilloux (1852–1939). La sala del battistero è coperta da una volta d'ogiva. Il secondo piano è una grande sala a due registri di finestre, ugualmente coperta da volta d'ogiva, che ha la particolarità di avere un ponte che consente l'accesso alla navata della cattedrale romanica.
Sopra si trova il piano delle campane che contiene oggi la maggiore delle campane della cattedrale, la Jeanne d'Arc. Secondo Selon Henri Loriquet, la tour Saint-Romain sarebbe stata la prima torre campanaria di Rouen ed avrebbe ospitato fino al 1382, data della costruzione della torre del Gros-Horloge, le campane comunali la Rouvel et la Cache-Ribaud. La torre Saint-Romain ha ospitato dal 1470 al 1685, undici campane: la Romaine, la Rigaud, Thibault, Nicolas, Petite Marie, Compiles, Grand Saint Benoît, Petit Saint Benoît, Robin de Luz, Marie d'Estouteville (fusa nel 1467 a partire dal Neuf-Saint) e Guillaume d'Estouteville. Nel 1685, Romaine, Petite Marie, Compiles e Guillaume d'Estouteville furono fuse per formarne la Quatr'Une o la Réunie. Con la rivoluzione francese fu conservata solo la Quatr'Une. Marie e Jean vi si aggiunsero nel 1804, Henriette-Caroline nel 1826. Nel 1845, la Quatr'Une, incrinata, venne fusa per creare il "bourdon Louis-Marie de Bailleul", sostituito nel 1920 dalla "Jeanne d'Arc" un Re2 realizzato dalla fonderia Paccard di Annecy in peso di 16 tonnellate. Queste campane furono distrutte dall'incendio che colpì la torre nel 1944 a seguito di un bombardamento aereo, il loro bronzo venne utilizzato per creare la nuova campana Jeanne d'Arc, intonata in Fa2 del peso di 10 tonnellate che sarà benedetta nel 1959.

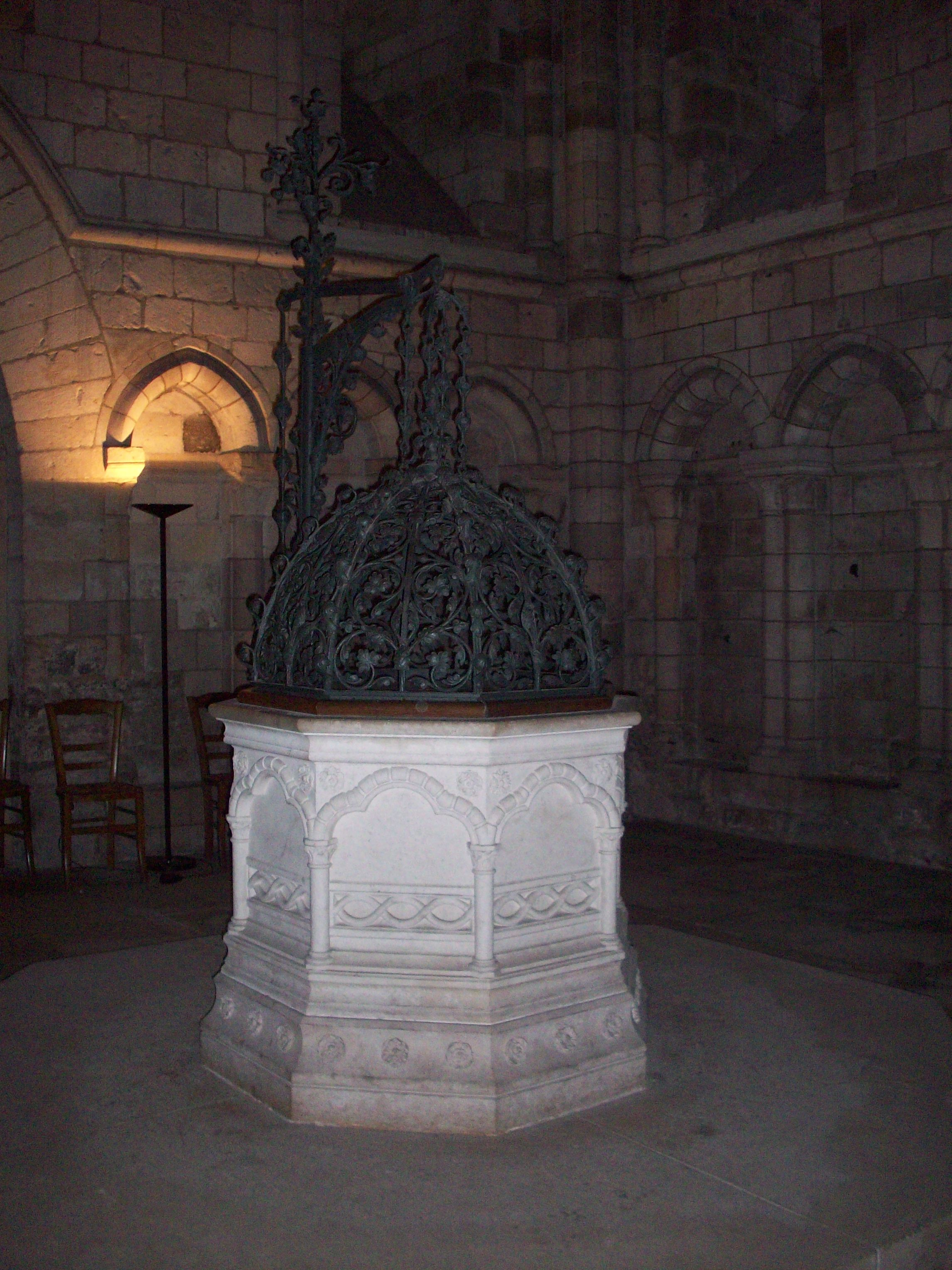
Fonte battesimale in pietra della cattedrale, sormontato dalla sua copertura in ferro forgiato dal fabbro Ferdinand Marrou (1836–1917), nella sala bassa della torre
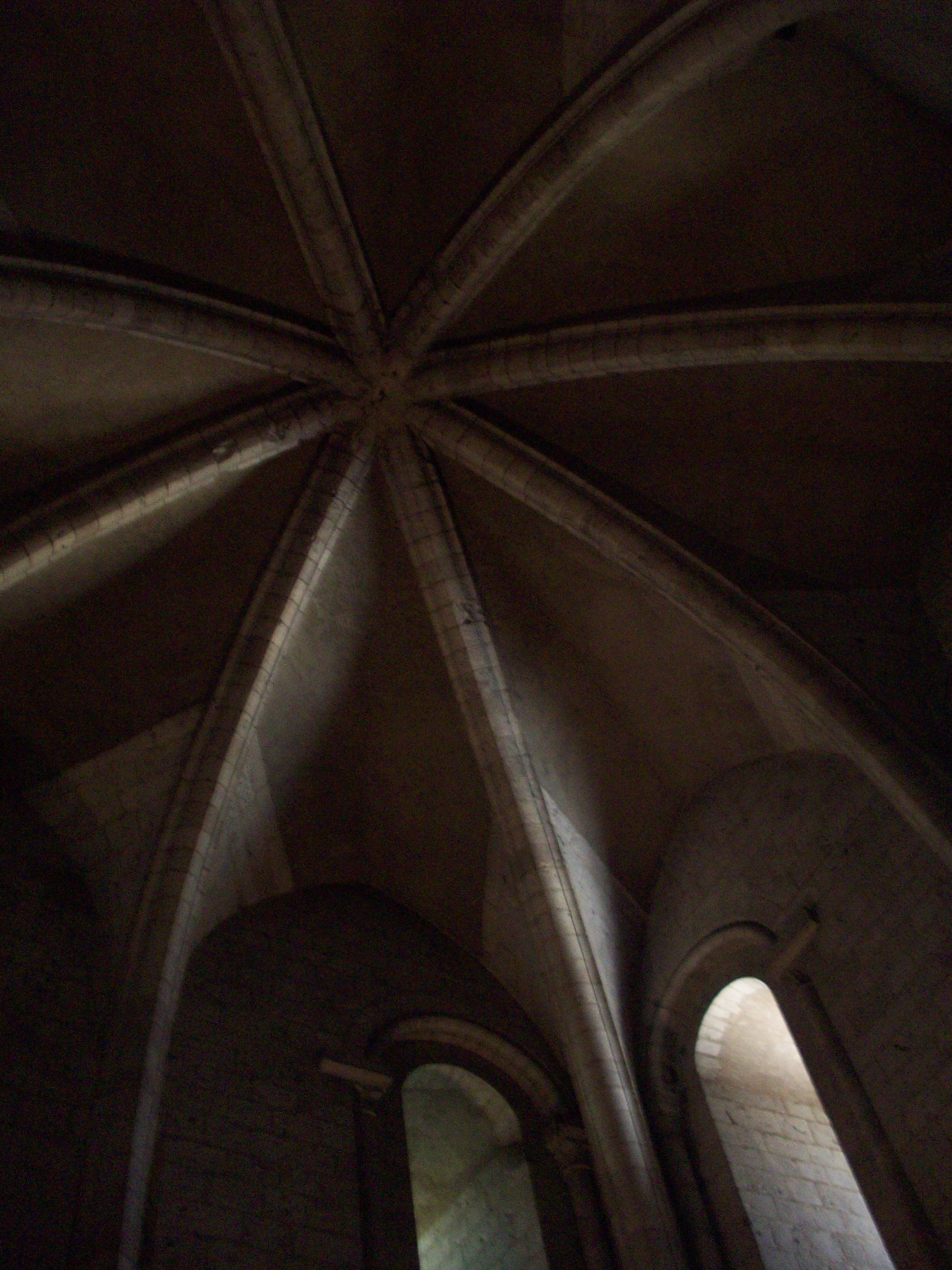
Volta d'ogiva della sala bassa
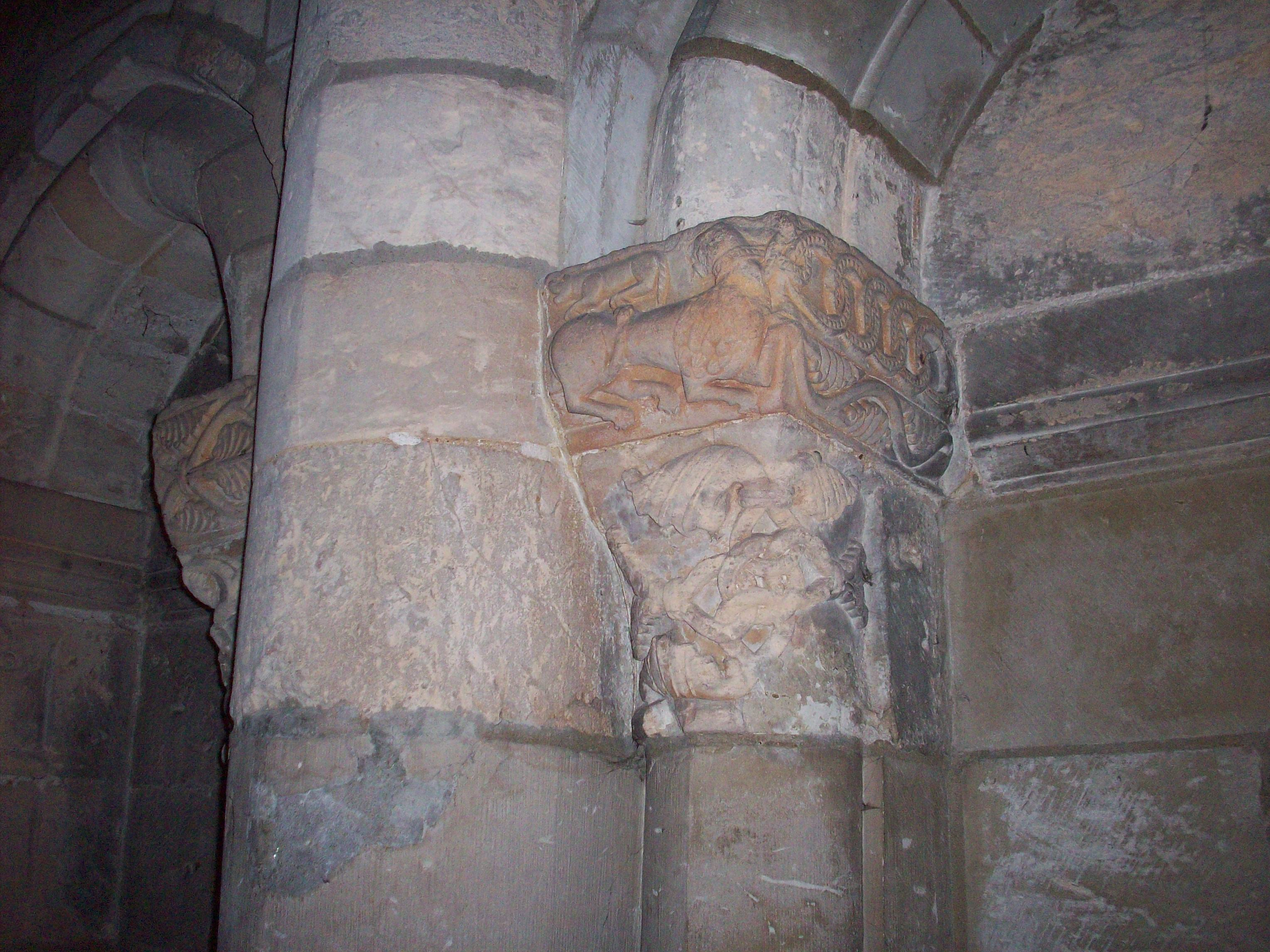
Capitello della sala bassa, del XII secolo
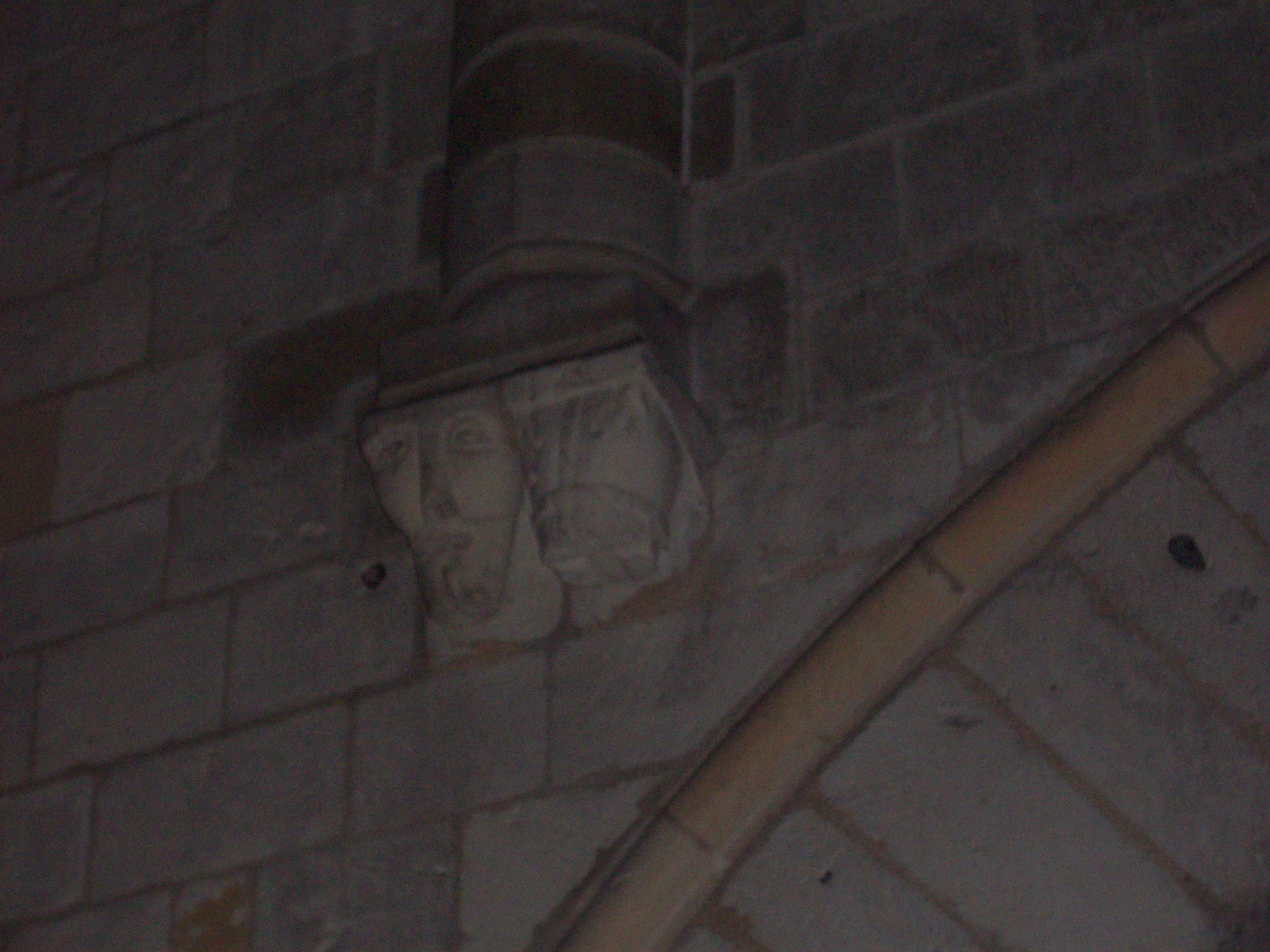
Zoccolo del muro sud della sala bassa, con due beccatelli giustapposti, una testa d'uomo e una testa di cavallo

## Latour de Beurre

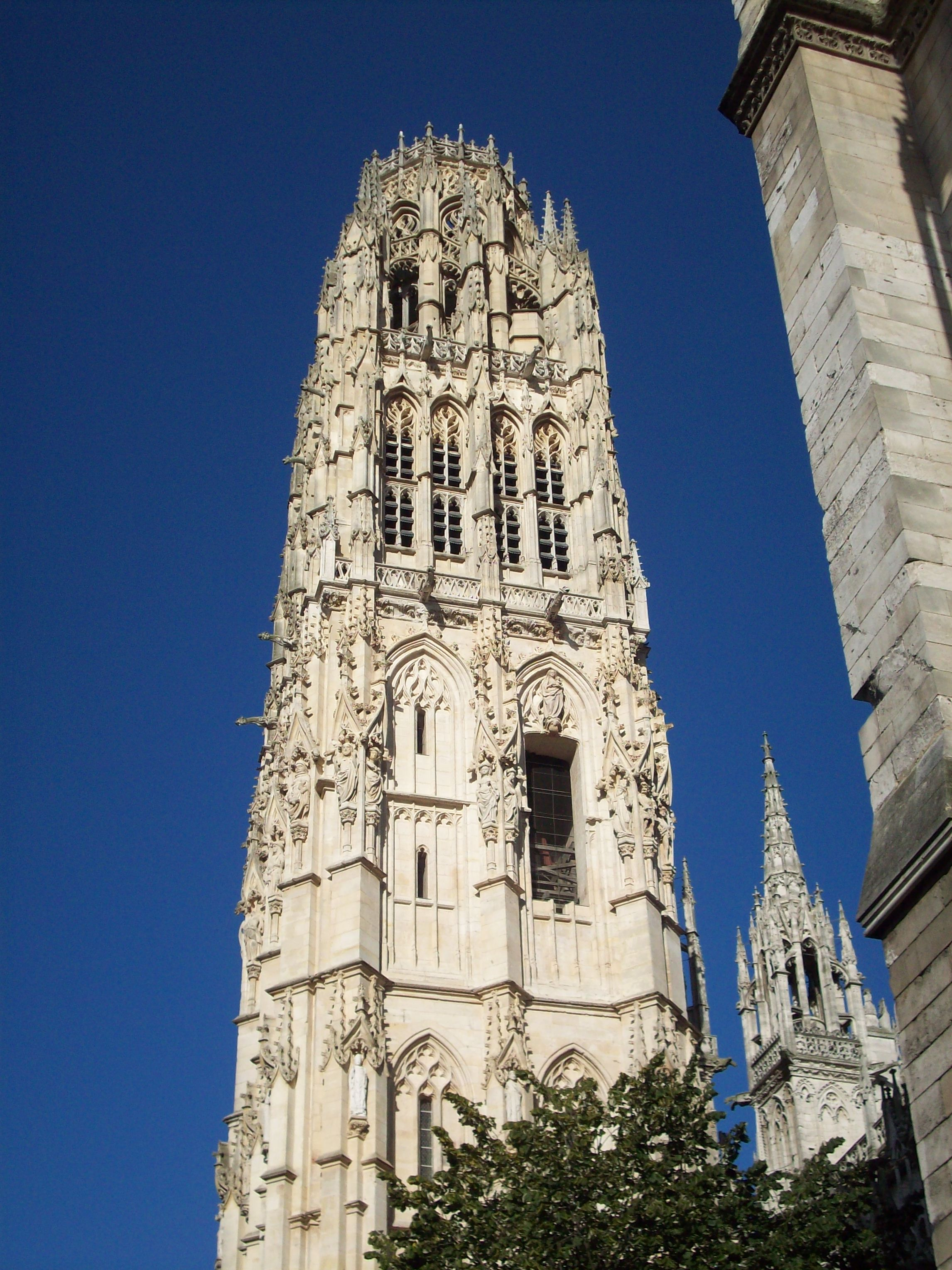
Tour de Beurre

La torre sud è molto più recente delle altre poiché la sua erezione risale solo al XVI secolo: la prima pietra fu posata nel 1485 il 10 novembre da Robert de Croismare, essendo iniziati i lavori dal capomastro Guillaume Pontif. Nel 1496, Guillaume Pontif fu rimpiazzato da Jacques le Roux, che completò la torre nel 1506. Essa è "incoronata", caratteristica dello stile fiammeggiante, e si dice "di burro", poiché fu finanziata con le indulgenze della quaresima e i fedeli benestanti si riservavano il diritto di consumare burro ed altri latticini durante la Quaresima esattamente come nella cattedrale di Santo Stefano a Bourges, ove esiste parimenti una tour de beurre. Un'altra spiegazione del nome di questa torre è quella di una tinta più giallastra rispetto al resto della muratura in pietra bianca di Caumont, che potrebbe far pensare a che la torre sia stata scolpita nel burro.
Essa non fu costruita che a partire dal 1485 e il capitolo dei canonici della cattedrale conobbe vivaci dibattiti fra i fautori dell'"antico" e quelli del "moderno", per decidere chi tra i sostenitori di una guglia o di una corona l'avrebbe spuntata. Finalmente prevalse l'opinione dei secondi. La sua erezione costò 24 750 lire tornesi ed era destinata ad equilibrare a sud il volume della tour Saint-Romain.
Essa si compone di quattro piani cui segue un piano quadrato ed un cornicione ottagonale con una distribuzione di pinnacoli, per un'altezza totale di 75 m.
La tour de Beurre dispone d'un carillon, che è tra i più grandi di Francia. Messo in opera nel 1920, è stato ingrandito dalla Fonderia Paccard ed è costituito da 50 campane più 6 de volée
.

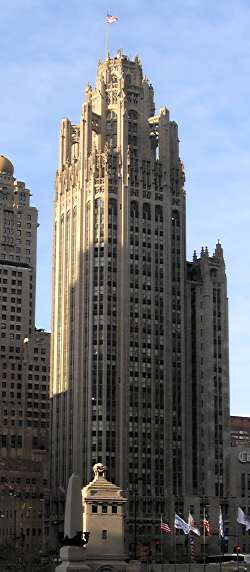
La Tribune Tower à Chicago

La tour de Beurre ha ispirato la costruzione d'un celebre grattacielo di Chicago, la Tribune Tower, nel 1923-1925.